# Impatiens luisae-echterae
Impatiens luisae-echterae är en balsaminväxtart som beskrevs av Fischer, Wohlh. och Raheliv. Impatiens luisae-echterae ingår i släktet balsaminer, och familjen balsaminväxter. Inga underarter finns listade i Catalogue of Life.